# Římskokatolická farnost Písařov
Římskokatolická farnost Písařov je územní společenství římských katolíků v děkanátu Zábřeh s farním kostelem Rozeslání svatých apoštolů.

## Historie farnosti a duchovní správci
Duchovní správa je poprvé zmiňována roku 1350, tehdy obec patřila do biskupství v Litomyšli. Kolem poloviny šestnáctého století se fara dostala do rukou nekatolíků. Roku 1624 byla farnost zrušena. Roku 1785 byl postaven nynější kostel a zasvěcen Rozeslání svatých apoštolů. Od července 2010 byl ustanoven administrátorem excurrendo R. D. Mgr. Ing. Radek Maláč z Červené Vody. Toho od července 2017 vystřídal R. D. Mgr. Vitalij Molokov.

## Bohoslužby
| Kostel                     | Místo   | Bohoslužba (den) | Hodina      | Poznámka     |
| -------------------------- | ------- | ---------------- | ----------- | ------------ |
| Rozeslání svatých apoštolů | Písařov | neděle pondělí   | 10.45 16.00 | farní kostel |

## Aktivity farnosti
Každoročně se ve farnosti koná tříkrálová sbírka, v roce 2016 se při ní vybralo v Písařově 17 437 korun.
Pro farnost, stejně jako další farnosti děkanátu Zábřeh, vychází každý týden Farní informace.